# Pantoniem
Een pantoniem of plaatsvervangende naam is een woord dat verwijst naar iets of iemand waarvan de naam vergeten is, of naar iets waarvan de naam irrelevant of onbekend is in de context waarbinnen gesproken wordt. "Dinges" is hier een voorbeeld van. In het Engels heet iets dergelijks een placeholder name en de term placeholder wordt ook in het Nederlands wel gebruikt.

## Taalkundige rol
Deze plaatsvervangers zijn meestal een zelfstandig naamwoord en kunnen gebruikt worden voor mensen (bijvoorbeeld Jan Modaal), dingen (hoeheethet), of plaatsen (bijvoorbeeld Timboektoe of Verweggistan). De term jeweetwel is ruim toepasbaar, bijvoorbeeld voor mensen, dieren, dingen, eigenschappen of kenmerken.
Pantoniemen hebben eigenschappen gemeen met persoonlijke voornaamwoorden, omdat hun referentie door de context gegeven moet worden.
Veel pantoniemen zijn synecdoches, oftewel taalkundige metaforen, waar een deel van iets gebruikt wordt voor het geheel of omgekeerd. "Jan Modaal" is hier een voorbeeld van, omdat niet alle mannen Jan heten. Andere pantoniemen, zoals "MacGuffin", "hoewasjenaamookweer" of "dinges", hebben geen betekenis voorbij hun gebruik als pantoniem en zijn dus geen synecdoches.
Stuart Berg Flexner en Harold Wentworths Dictionary of American Slang (1960), gebruikten de term kadigan om plaatsvervangende namen te omschrijven. Ze definieerden kadigan als synoniem voor thingamajig. In dat geval is kadigan zelf een kadigan.

### Connotatie
In het bijzonder wanneer gebruikt voor mensen, kunnen sommige pantoniemen een negatieve bijklank hebben.

## Verhullend gebruik van pantoniemen
Plaatsvervangers kunnen gebruikt worden voor iets wat men liever niet uitspreekt. Een voorbeeld is de term jeweetwel-kater bij Jan, Jans en de kinderen, wat als eufemisme verwijst naar het gecastreerd zijn van die kater. 
Ook iemand die vreest afgeluisterd te worden, kan pantoniemen of andere verhullende taal gebruiken. 
Verder kan een bepaald woord taboe zijn: culturele of religieuze overwegingen verbieden dan het woord te zeggen of te schrijven. In de westerse cultuur waren en zijn veel seksuele, erotische of intieme zaken taboe, zodat er hoogstens bedekt over gesproken kon worden.
Dergelijke bewuste verhulling valt niet binnen de definitie van pantoniemen die bovenaan dit artikel gegeven is.